# Ченези (Савона)
Ченези је насеље у Италији у округу Савона, региону Лигурија.
Према процени из 2011. у насељу је живело 134 становника. Насеље се налази на надморској висини од 136 м.